# Blakea alternifolia
Blakea alternifolia är en tvåhjärtbladig växtart som först beskrevs av Henry Allan Gleason, och fick sitt nu gällande namn av Henry Allan Gleason. Blakea alternifolia ingår i släktet Blakea och familjen Melastomataceae. Inga underarter finns listade i Catalogue of Life.